# São Sebastião do Alto
São Sebastião do Alto is een gemeente in de Braziliaanse deelstaat Rio de Janeiro. De gemeente telt 8.998 inwoners (schatting 2009).
De gemeente grenst aan Cantagalo, Itaocara, Macuco, Santa Maria Madalena, São Fidélis en Trajano de Moraes.